# Bousson
Pour les articles homonymes, voir Ignace François Bousson.
Bousson (en italien Bousson) est une ancienne communauté des escartons du Briançonnais, une ancienne commune de la province de Suse du royaume de Sardaigne, de l'arrondissement de Suse du  département du Pô du Premier Empire français, de la circonscription de Suse du royaume d'Italie.
Bousson est aujourd'hui une localité située sur la commune de Cesana Torinese (environ 5 minutes en voiture) dans la province de Turin dans le Piémont en Italie.

## Géographie

### Urbanisme
Bousson localité rurale, au climat tempéré et à l'abri des vents, où la pomme de terre est cultivée sur les hauteurs des montagnes et où l'on pratique l'élevage de bovins. La localité est composée de deux bourgs qu'un torrent, nommé la Ripa sépare. Dans le bourg inférieur se trouve l'église paroissiale, édifiée vers 1500, avec un portail en pierre sculptée. Au centre du bourg supérieur se trouve la chapelle du Saint-Esprit. Les deux bourgs sont composés de constructions rustiques qui sont maintenant en grande partie restaurées.

### Fréquentation
Bousson accueille, en été, un grand nombre de Marseillais. Ils sont les descendants d'habitants Français de cette région depuis des siècles obligés de devenir et de parler Italien après le rattachement à l'Italie (Le Français et la langue d'OC étaient les langues usuelles jusqu'en 1860). Ils reviennent passer leurs vacances dans la maison de leurs ancêtres. Quelques noms de Famille (Bès, Béraud, Didier, Gay, Berton, Bec, Manzon, Pérachon, Annestay, Cassarin, etc.).

## Histoire

### État et événements politiques et sociaux
Au début du XIXe siècle, la route royale qui va de Suse au Col de Montgenèvre, traverse Bousson qui se trouve à mi-distance entre Césane et Claviere. Le poste des douanes du Royaume de Piémont-Sardaigne y est alors installé .
La principale activité des habitants est l"élevage des bovins et des ovins. Mais ils produisent aussi des céréales, principalement du seigle et de l'orge, un peu d'avoine et très peu de froment. L'hiver, ils pratiquent l'émigration saisonnière, principalement en France, mais aussi dans d'autres régions, où ils se rendent pour exercer principalement les métiers d'instituteur ou de précepteur, de peigneur de chanvre ou de tanneur.

## Patrimoine
En outre, il faut signaler les vestiges d’un édifice original et mystérieux connu sous le nom de la Casa delle Lapidi, édifiée dans la seconde moitié du XVIIe siècle. La genèse de sa construction et sa destination initiale, n’est pas encore très claire malgré des études récentes et la consultation des archives. La partie singulière de l’ensemble, aujourd'hui réduite à quelques ruines dangereuses, est un mur avec des plaques de marbre (ce ne sont pas des pierres tombales)  sur lesquelles on trouve des textes religieux en français en rapport avec la vie ascétique et contemplative. Elles sont ornées de motifs géométriques d’inspiration baroque. La restauration a été effectuée en 2016, c'est devenu depuis un lieu d'exposition.

## Démographie
| 1807 | 1834 | 1862 | 1871 | 1881 | 1921 |
| ---- | ---- | ---- | ---- | ---- | ---- |
| 440  | 460  | 392  | 477  | 464  | 198  |

### Monographies et ouvrages généraux
- (it) Goffredo Casalis, Dizionario geografico, storico, statistico, commerciale degli stati di S.M. il re di Sardegna, vol. II, Turin, G. Maspero, 1834 (lire en ligne).

### Publications administratives
- Département du Pô, Almanach du département du Pô. 1807., Turin, Michel-Ange Morano, 1807 (lire en ligne).
- (it) Ministero di Grazia e Giustizia et dei Culti, Comuni del Regno d'Italia : Tavole statistiche e sinottiche della circoscrizione amministrativa, elettorale, giudiziaria ed ecclesiastica. Con la indicazione della popolazione giusta l'ultimo censimento, Turin, Stamperia Reale, 1863 (lire en ligne).
- (it) Ministero dell'Interno, Dizionario dei Comuni del Regno d'Italia : Con la popolazione secondo il censimento del 1871, Rome, Eredi Botta (Tipografi della Camera dei Deputati), 1874 (lire en ligne).
- (it) Ministero di Agricoltura, Industria e Commercio., Censimento della popolazione del Regno d'Italia (31 Dicembre 1881), Rome, Tipografia Fratelli Centenari, 1882 (lire en ligne).
- (it) Presidenza del Consiglio dei Ministri, Istituto Centrale di Statistica, Censimento della popolazione del regno d'Italia al 10 dicembre 1921 : Piemonte, Rome, Stabilimento Poligrafico per l'Amministrazione dello Stato, 1927 (lire en ligne).

### Ressources en ligne
- Gianni Mallen, « Casa delle lapidi : Discussion » [« maison des pierres sculptées »], sur Forum des lecteurs de la Bibliothèque de Port-Royal, Paris, Société de Port-Royal, 2009 (consulté le 24 août 2016).